# Ferdinando Maria Poggioli
Pour les articles homonymes, voir Poggioli.
Ferdinando Maria Poggioli (né le 15 décembre 1897 à Bologne, en Émilie-Romagne et mort le 2 février 1945 à Rome) est un monteur et réalisateur italien.

## Biographie
Ferdinando Maria Poggioli entre à la Cines (Rome) en 1930 et exerce initialement la profession de script et d'assistant réalisateur, notamment auprès d'Alessandro Blasetti dans Terra madre (1931). Il devient monteur en 1934 avec La signora di tutti de Max Ophüls et pour d'autres films jusqu'en 1938. 
À la demande du producteur Baldassarre Negroni, il réalise son premier long métrage Arma bianca en 1936. Trois ans plus tard, il passe définitivement à la réalisation. 
Au cours d'une carrière extrêmement brève et pourtant régulière (11 films en cinq ans), dramatiquement interrompue par la guerre et par son décès accidentel (asphyxie par gaz), Poggioli aura laissé une œuvre d'essence littéraire à la tonalité plutôt dramatique. 
Poggioli « utilise souvent la recréation pour mettre en scène des situations que la censure fasciste n'aurait pas tolérées si elles étaient contemporaines. » C'est pourquoi, son nom est habituellement associé au mouvement « calligraphique » illustré par des réalisateurs comme Mario Soldati, Renato Castellani, Alberto Lattuada ou Luigi Chiarini.

## Filmographie partielle

### Réalisateur
- 1936 : Arma bianca (it)
- 1940 : Adieu Jeunesse ! (Addio giovinezza)
- 1942 : Oui madame (Sissignora)
- 1942 : La bisbetica domata (it)
- 1942 : Son enfant (La morte civile)
- 1942 : Gelosia
- 1943 : L'Homme à femmes (Sorelle materassi)
- 1943 : L'amico delle donne (it)
- 1944 : Il cappello da prete

### Monteur
- 1939 : Les Robinsons de la mer (Piccoli naufraghi) de Flavio Calzavara